# Niewydolność wielonarządowa
Niewydolność wielonarządowa (ang. multiple organ failure, MOF) lub zespół dysfunkcji wielonarządowej (ang. multiple organ dysfunction syndrome, MODS (nazwa zalecana przez organizacje medyczne)) –  stan, w którym u chorego doszło do potencjalnie odwracalnej niewydolności co najmniej dwóch narządów lub układów: centralnego układu nerwowego, krążenia, oddechowego, wątroby lub  nerek, np. w wyniku SIRS. Jest to stan zagrażający życiu i wymagający wprowadzenia procedur medycznych podtrzymujących funkcje życiowe. Stanowi ona najczęstszą przyczynę zgonów na oddziałach intensywnej terapii. Mods jest odrębną jednostką chorobową o różnej etiologii, patofizjologii i potencjalnych przyszłych interwencjach terapeutycznych. Biorąc pod uwagę brak skutecznego leczenia MODS, jego wczesne rozpoznanie, wczesne przyjęcie na oddział intensywnej terapii oraz rozpoczęcie inwazyjnego wspomagania narządu pozostają najskuteczniejszymi strategiami zapobiegania jego progresji i poprawy wyników.
Najczęściej MODS jest efektem ciężkiej sepsy lub wstrząsu septycznego, zatruć, oparzeń lub ciężkiej niewydolności krążenia.